# Cordes-Tolosannes
Pour les articles homonymes, voir Cordes.
Cordes-Tolosannes est une commune française située dans l'ouest du département de Tarn-et-Garonne, en région Occitanie.
Sur le plan historique et culturel, la commune est dans la Lomagne, une ancienne circonscription de la province de Gascogne ayant titre de vicomté, surnommée « Toscane française ».
Exposée à un climat océanique altéré, elle est drainée par la Garonne, la Gimone, le ruisseau de Pantagnac, le ruisseau de Rafié et par divers autres petits cours d'eau. La commune possède un patrimoine naturel remarquable : deux sites Natura 2000 (« Garonne, Ariège, Hers, Salat, Pique et Neste » et la « vallée de la Garonne de Muret à Moissac »), deux espaces protégés (le « bras mort de Cordes-Tolosannes » et le « cours de la Garonne, de l'Aveyron, du Viaur et du Tarn ») et trois zones naturelles d'intérêt écologique, faunistique et floristique.
Cordes-Tolosannes est une commune rurale qui compte 359 habitants en 2022, après avoir connu un pic de population de 834 habitants en 1821.  Elle fait partie de l'aire d'attraction de Montauban. Ses habitants sont appelés les Cordois ou  Cordoises.

## Géographie

### Localisation
Commune située sur la Garonne.

### Communes limitrophes
Les communes limitrophes sont  Bourret, Castelferrus, Castelsarrasin, Escatalens, Garganvillar, Labourgade, Lafitte, Montaïn et Saint-Porquier.
| Castelferrus, Garganvillar | Castelsarrasin    | Saint-Porquier |
| Lafitte                    | Cordes-Tolosannes | Escatalens     |
| Labourgade, Montaïn        | Bourret           |                |

### Hydrographie

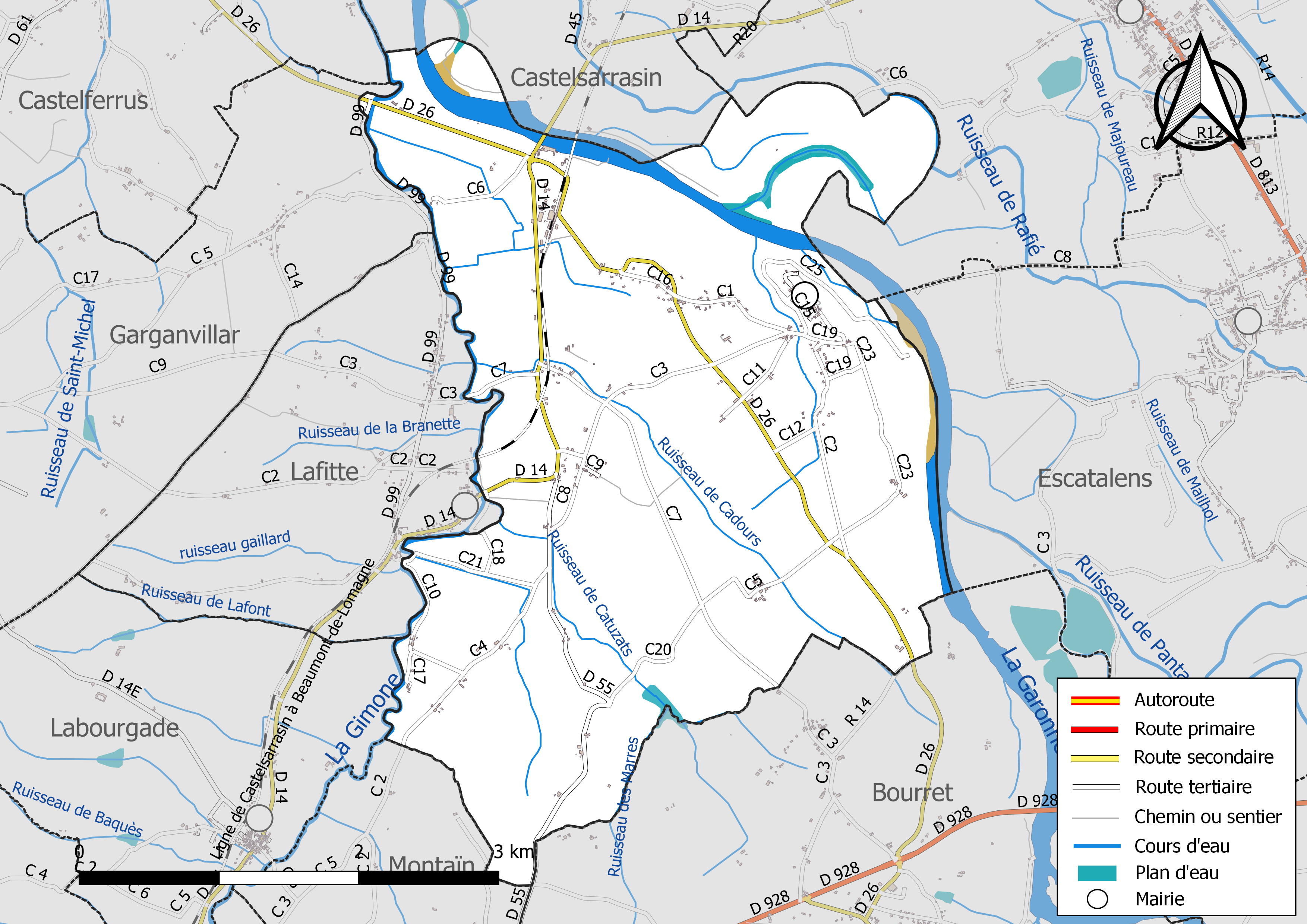
Réseaux hydrographique et routier de Cordes-Tolosannes.

La commune est dans le bassin versant de la Garonne, au sein du bassin hydrographique Adour-Garonne. Elle est drainée par la Garonne, la Gimone, le ruisseau de Pantagnac, le ruisseau de Rafié, le ruisseau de Cadours, le ruisseau de Catuzats, le ruisseau de Mailhol, le ruisseau des Marres et par divers petits cours d'eau, constituant un réseau hydrographique de 26 km de longueur totale,.
La Garonne est un fleuve principalement français prenant sa source en Espagne et qui coule sur 529 km avant de se jeter dans l’océan Atlantique.
La Gimone, d'une longueur totale de 136 km, prend sa source dans la commune de Saint-Loup-en-Comminges et s'écoule du sud vers le nord. Elle traverse la commune et se jette dans la Garonne à Castelferrus, après avoir traversé 54 communes.
Le ruisseau de Pantagnac, d'une longueur totale de 12,9 km, prend sa source dans la commune de Finhan et s'écoule du sud-est vers le nord-ouest. Il se jette dans la Garonne sur le territoire communal, après avoir traversé 4 communes.
Le ruisseau de Rafié, d'une longueur totale de 15,5 km, prend sa source dans la commune de Montech et s'écoule d'est en ouest. Il traverse la commune et se jette dans la Garonne à Castelsarrasin, après avoir traversé 5 communes.

### Climat
Pour des articles plus généraux, voir Climat de l'Occitanie et Climat de Tarn-et-Garonne.
En 2010, le climat de la commune est de type climat du Bassin du Sud-Ouest, selon une étude du Centre national de la recherche scientifique s'appuyant sur une série de données couvrant la période 1971-2000. En 2020, Météo-France publie une typologie des climats de la France métropolitaine dans laquelle la commune est exposée à un climat océanique altéré et est dans la région climatique Aquitaine, Gascogne, caractérisée par une pluviométrie abondante au printemps, modérée en automne, un faible ensoleillement au printemps, un été chaud (19,5 °C), des vents faibles, des brouillards fréquents en automne et en hiver et des orages fréquents en été (15 à 20 jours).
Pour la période 1971-2000, la température annuelle moyenne est de 12,4 °C, avec une amplitude thermique annuelle de 16,4 °C. Le cumul annuel moyen de précipitations est de 730 mm, avec 10,4 jours de précipitations en janvier et 6 jours en juillet. Pour la période 1991-2020, la température moyenne annuelle observée sur la station météorologique de Météo-France la plus proche, « Castelsarrasin », sur la commune de Castelsarrasin à 7 km à vol d'oiseau, est de 13,6 °C et le cumul annuel moyen de précipitations est de 698,6 mm. 
La température maximale relevée sur cette station est de 43,1 °C, atteinte le 24 août 2023 ; la température minimale est de −13,8 °C, atteinte le 9 février 2012,,.
Les paramètres climatiques de la commune ont été estimés pour le milieu du siècle (2041-2070) selon différents scénarios d'émission de gaz à effet de serre à partir des nouvelles projections climatiques de référence DRIAS-2020. Ils sont consultables sur un site dédié publié par Météo-France en novembre 2022.

### Milieux naturels et biodiversité

#### Espaces protégés
La protection réglementaire est le mode d’intervention le plus fort pour préserver des espaces naturels remarquables et leur biodiversité associée,.
Deux espaces protégés sont présents sur la commune : 
- le « bras mort de Cordes-Tolosannes », objet d'un arrêté de protection de biotope, d'une superficie de 79,8 ha[17] ;
- le « cours de la Garonne, de l'Aveyron, du Viaur et du Tarn », objet d'un arrêté de protection de biotope, d'une superficie de 1 262,3 ha[18].

#### Réseau Natura 2000

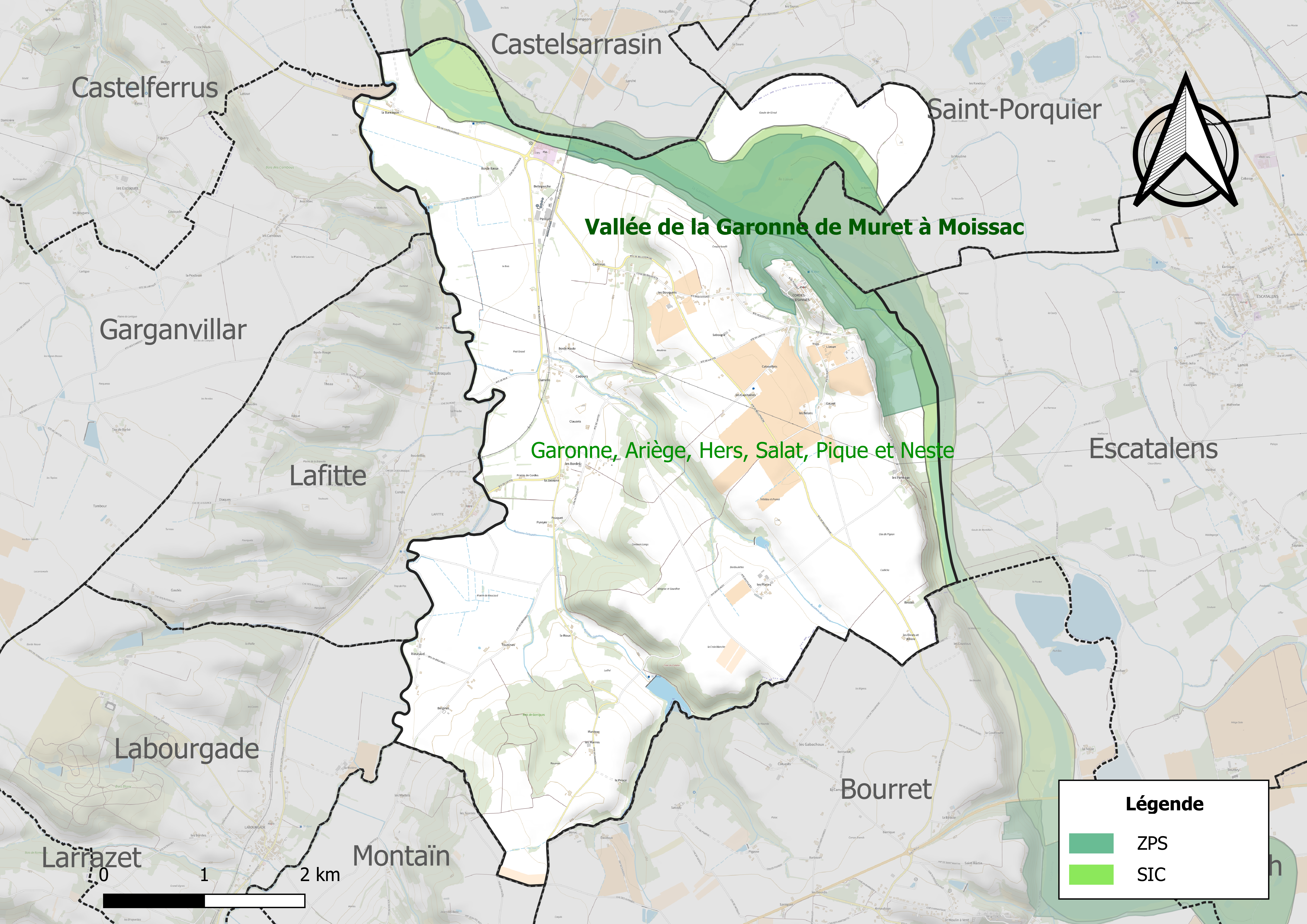
Site Natura 2000 sur le territoire communal.

Le réseau Natura 2000 est un réseau écologique européen de sites naturels d'intérêt écologique élaboré à partir des directives habitats et oiseaux, constitué de zones spéciales de conservation (ZSC) et de zones de protection spéciale (ZPS).
Un site Natura 2000 a été défini sur la commune au titre de la directive habitats :
- « Garonne, Ariège, Hers, Salat, Pique et Neste », d'une superficie de 9 581 ha, un réseau hydrographique pour les poissons migrateurs, avec des zones de frayères actives et potentielles importantes pour le Saumon en particulier qui fait l'objet d'alevinages réguliers et dont des adultes atteignent déjà Foix sur l'Ariège[21]

et un au titre de la directive oiseaux : 
- la « vallée de la Garonne de Muret à Moissac », d'une superficie de 4 493 ha, hébergeant une avifaune bien représentée en diversité, mais en effectifs limités (en particulier, baisse des populations de plusieurs espèces de hérons). Sept espèces de hérons y nichent, dont le héron pourpré, ainsi que le Milan noir (avec des effectifs importants), l'Aigle botté, le Petit gravelot, la Mouette mélanocéphale, la Sterne pierregarin et le Martin-pêcheur[22].

#### Zones naturelles d'intérêt écologique, faunistique et floristique
L’inventaire des zones naturelles d'intérêt écologique, faunistique et floristique (ZNIEFF) a pour objectif de réaliser une couverture des zones les plus intéressantes sur le plan écologique, essentiellement dans la perspective d’améliorer la connaissance du patrimoine naturel national et de fournir aux différents décideurs un outil d’aide à la prise en compte de l’environnement dans l’aménagement du territoire.
Une ZNIEFF de type 1 est recensée sur la commune :
« la Garonne de Montréjeau jusqu'à Lamagistère » (5 075 ha), couvrant 92 communes dont 63 dans la Haute-Garonne, trois dans le Lot-et-Garonne et 26 dans le Tarn-et-Garonne et deux ZNIEFF de type 2, : 
- le « cours de la Gimone et de la Marcaoue » (3 085 ha), couvrant 60 communes dont cinq dans la Haute-Garonne, 37 dans le Gers, une dans les Hautes-Pyrénées et 17 dans le Tarn-et-Garonne[25] ;
- « la Garonne et milieux riverains, en aval de Montréjeau » (6 874 ha), couvrant 93 communes dont 64 dans la Haute-Garonne, trois dans le Lot-et-Garonne et 26 dans le Tarn-et-Garonne[26].

Carte des ZNIEFF de type 1 et 2 à Cordes-Tolosannes.
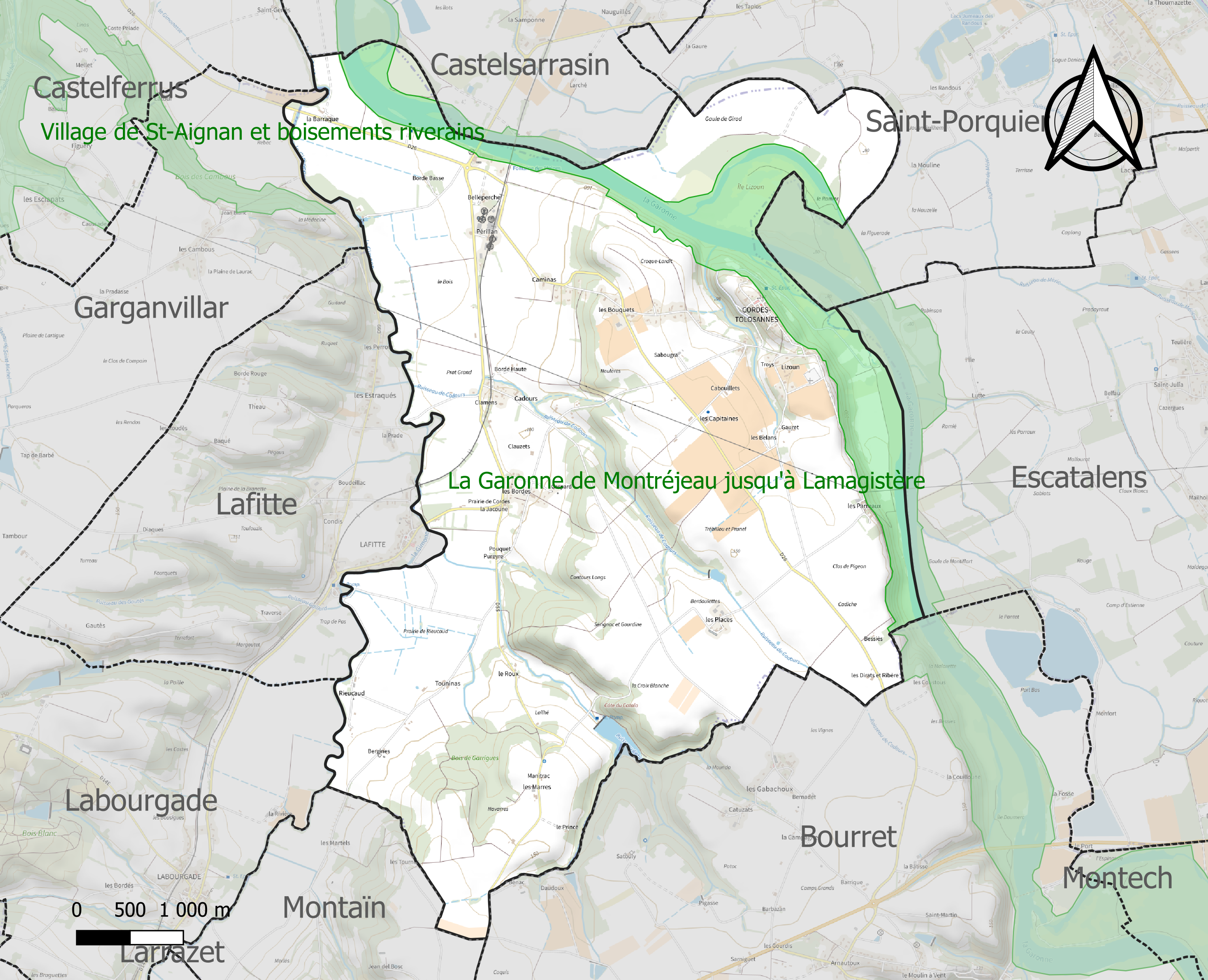
Carte de la ZNIEFF de type 1 sur la commune.
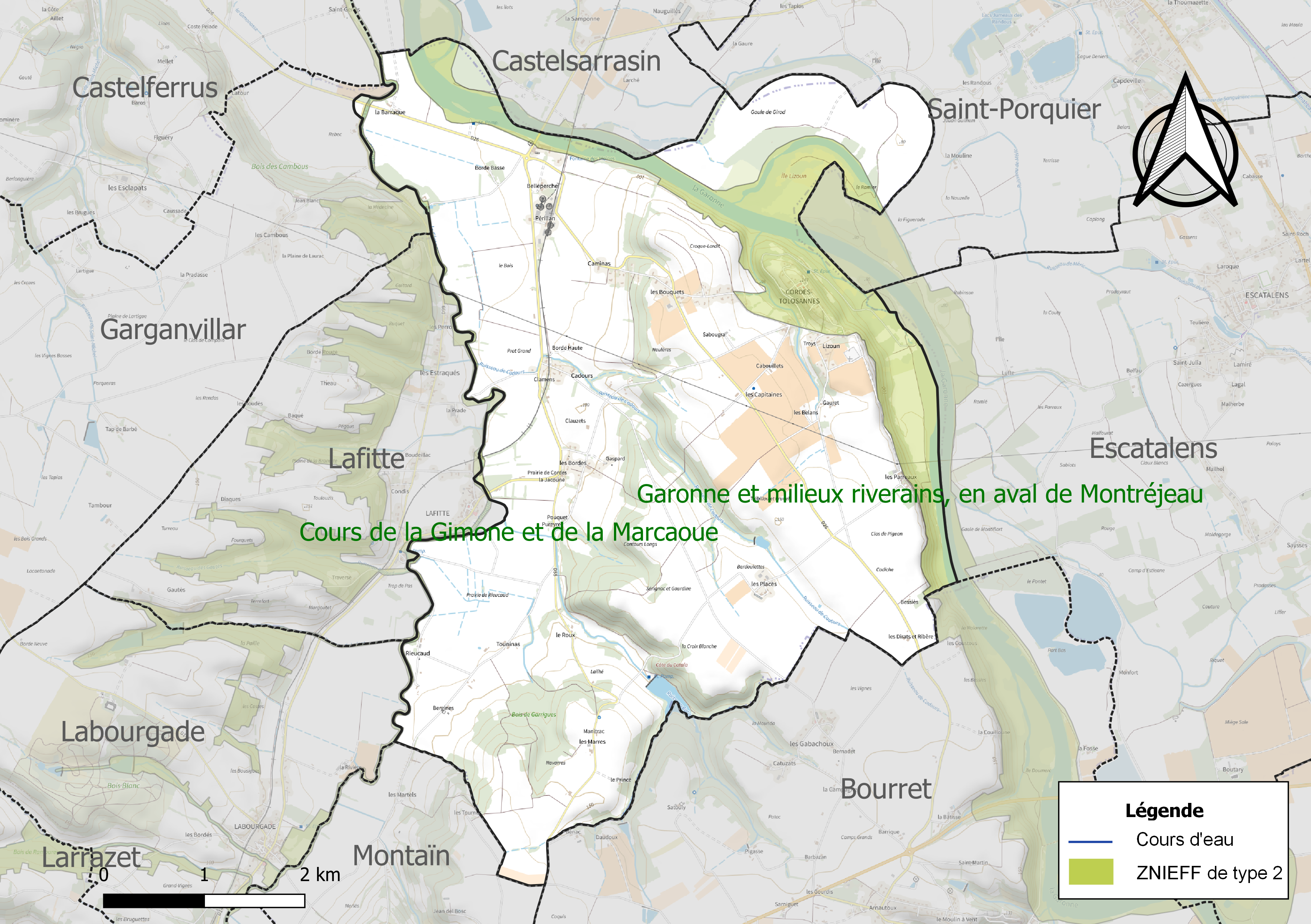
Carte des ZNIEFF de type 2 sur la commune.

## Urbanisme

### Typologie
Au 1er janvier 2024, Cordes-Tolosannes est catégorisée commune rurale à habitat dispersé, selon la nouvelle grille communale de densité à sept niveaux définie par l'Insee en 2022.
Elle est située hors unité urbaine. Par ailleurs la commune fait partie de l'aire d'attraction de Montauban, dont elle est une commune de la couronne,. Cette aire, qui regroupe 50 communes, est catégorisée dans les aires de 50 000 à moins de 200 000 habitants,.

### Occupation des sols
L'occupation des sols de la commune, telle qu'elle ressort de la base de données européenne d’occupation biophysique des sols Corine Land Cover (CLC), est marquée par l'importance des territoires agricoles (77,7 % en 2018), une proportion sensiblement équivalente à celle de 1990 (77,8 %). La répartition détaillée en 2018 est la suivante : 
terres arables (67,7 %), forêts (15,6 %), zones agricoles hétérogènes (4,8 %), cultures permanentes (4,2 %), milieux à végétation arbustive et/ou herbacée (3,4 %), eaux continentales (3,3 %), prairies (1 %). L'évolution de l’occupation des sols de la commune et de ses infrastructures peut être observée sur les différentes représentations cartographiques du territoire : la carte de Cassini (XVIIIe siècle), la carte d'état-major (1820-1866) et les cartes ou photos aériennes de l'IGN pour la période actuelle (1950 à aujourd'hui).

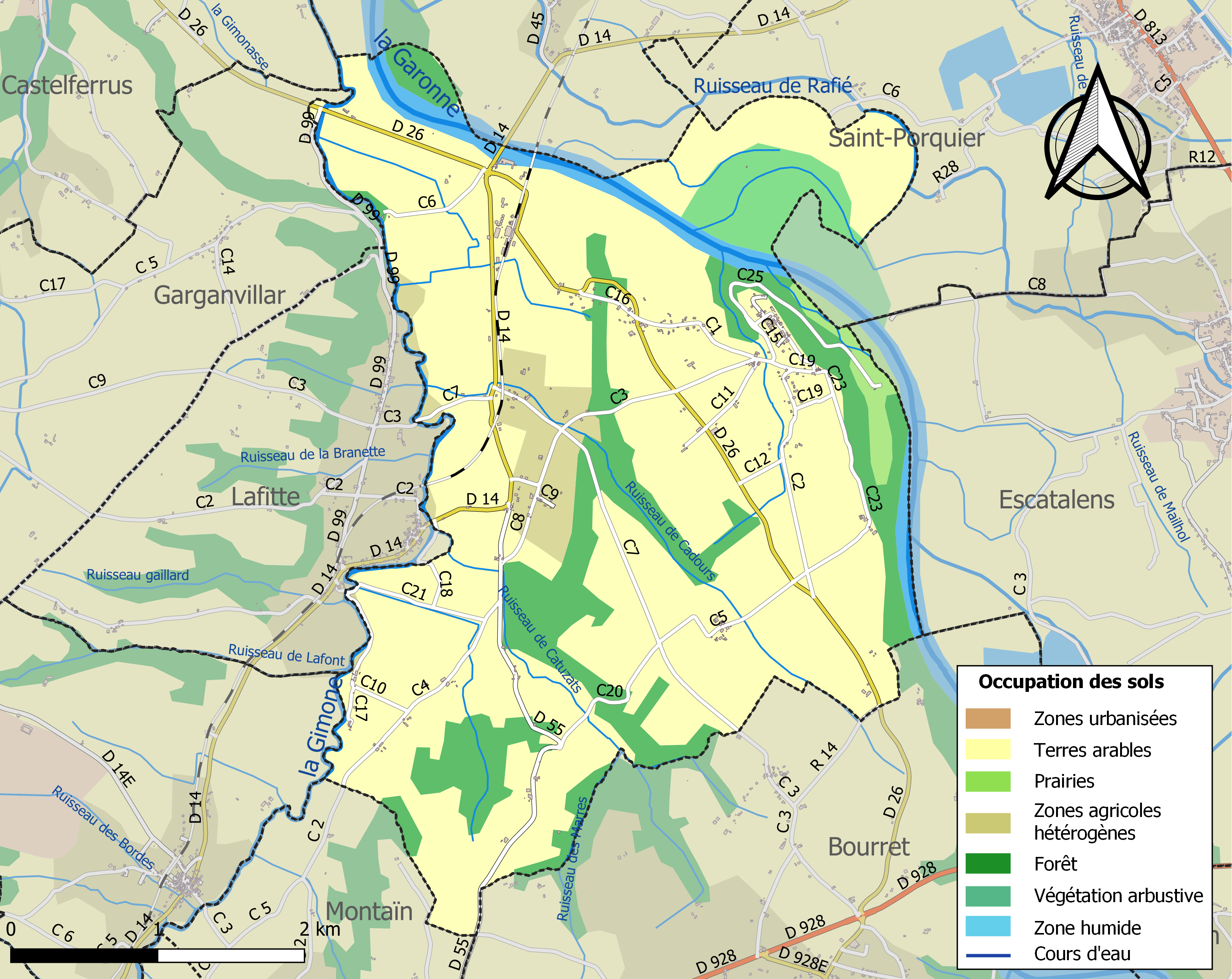
Carte des infrastructures et de l'occupation des sols de la commune en 2018 (CLC).

### Risques majeurs
Le territoire de la commune de Cordes-Tolosannes est vulnérable à différents aléas naturels : météorologiques (tempête, orage, neige, grand froid, canicule ou sécheresse), inondations, mouvements de terrains et séisme (sismicité très faible). Il est également exposé à un risque technologique,  le transport de matières dangereuses. Un site publié par le BRGM permet d'évaluer simplement et rapidement les risques d'un bien localisé soit par son adresse soit par le numéro de sa parcelle.

#### Risques naturels
Certaines parties du territoire communal sont susceptibles d’être affectées par le risque d’inondation par débordement de cours d'eau, notamment la Garonne, la Gimone, le ruisseau de Pantagnac et le ruisseau de Rafié. La cartographie des zones inondables en ex-Midi-Pyrénées réalisée dans le cadre du XIe Contrat de plan État-région, visant à informer les citoyens et les décideurs sur le risque d’inondation, est accessible sur le site de la DREAL Occitanie. La commune a été reconnue en état de catastrophe naturelle au titre des dommages causés par les inondations et coulées de boue survenues en 1982, 1996, 1999, 2000 et 2006,.
Cordes-Tolosannes est exposée au risque de feu de forêt. Le département de Tarn-et-Garonne présentant toutefois globalement un niveau d’aléa moyen à faible très localisé, aucun Plan départemental de protection des forêts contre les risques d’incendie de forêt (PFCIF) n'a été élaboré. Le débroussaillement aux abords des maisons constitue l’une des meilleures protections pour les particuliers contre le feu,.

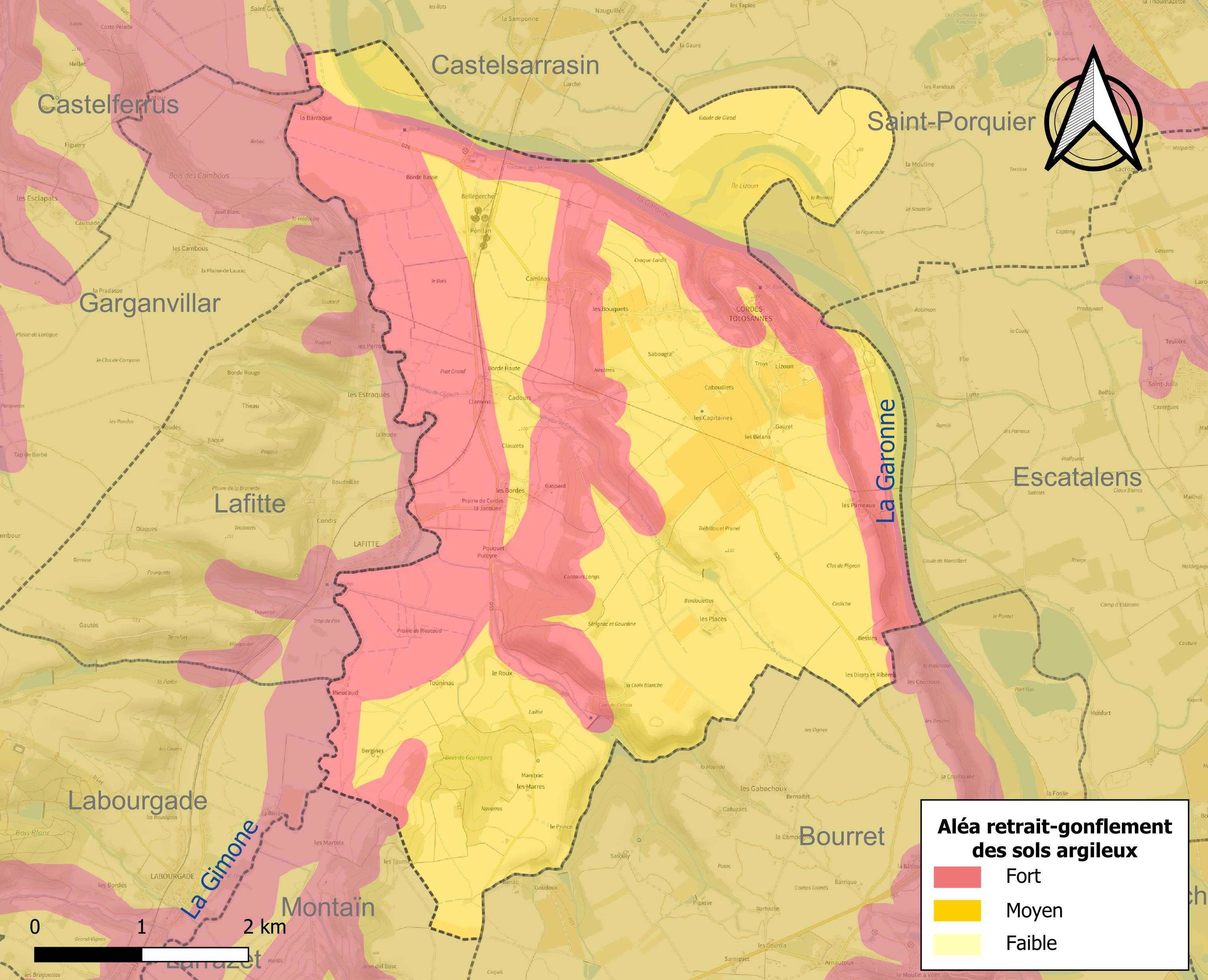
Carte des zones d'aléa retrait-gonflement des sols argileux de Cordes-Tolosannes.

Les mouvements de terrains susceptibles de se produire sur la commune sont des tassements différentiels.
Le retrait-gonflement des sols argileux est susceptible d'engendrer des dommages importants aux bâtiments en cas d’alternance de périodes de sécheresse et de pluie. La totalité de la commune est en aléa moyen ou fort (92 % au niveau départemental et 48,5 % au niveau national). Sur les 159 bâtiments dénombrés sur la commune en 2019, 159 sont en aléa moyen ou fort, soit 100 %, à comparer aux 96 % au niveau départemental et 54 % au niveau national. Une cartographie de l'exposition du territoire national au retrait gonflement des sols argileux est disponible sur le site du BRGM,.
Par ailleurs, afin de mieux appréhender le risque d’affaissement de terrain, l'inventaire national des cavités souterraines permet de localiser celles situées sur la commune.
Concernant les mouvements de terrains, la commune a été reconnue en état de catastrophe naturelle au titre des dommages causés par la sécheresse en 1989, 1992, 1998, 2003, 2011 et 2017 et par des mouvements de terrain en 1999.

#### Risques technologiques
Le risque de transport de matières dangereuses sur la commune est lié à sa traversée par des infrastructures routières ou ferroviaires importantes ou la présence d'une canalisation de transport d'hydrocarbures. Un accident se produisant sur de telles infrastructures est susceptible d’avoir des effets graves sur les biens, les personnes ou l'environnement, selon la nature du matériau transporté. Des dispositions d’urbanisme peuvent être préconisées en conséquence.

## Toponymie
Attestée sous la forme de Corduba en 1097.

## Histoire
Cordes-Tolosannes était fortifiée en 1367.

## Politique et administration

### Liste des maires
| Période                                  | Période    | Identité          | Étiquette | Qualité                       |
| ---------------------------------------- | ---------- | ----------------- | --------- | ----------------------------- |
| Les données manquantes sont à compléter. |            |                   |           |                               |
| 1964                                     | 1983       | Gilbert Baudonnet | DVG       | Fin de mandat, non représenté |
| 1995                                     | 2003       | Christian Salut   | SE        | Fin du mandat : démission     |
| 2003                                     | mars 2008  | Agnès Beautes     | SE        |                               |
| mars 2008                                | avril 2014 | Christian Hurreau | SE        |                               |
| avril 2014                               | En cours   | Patrick Dellac    | SE        |                               |

### Élections 2000 - 2012
| Élections présidentielles, résultats des deuxièmes tours.                                          | Élections présidentielles, résultats des deuxièmes tours. | Élections présidentielles, résultats des deuxièmes tours. | Élections présidentielles, résultats des deuxièmes tours. | Élections présidentielles, résultats des deuxièmes tours. | Élections présidentielles, résultats des deuxièmes tours. | Élections présidentielles, résultats des deuxièmes tours. | Élections présidentielles, résultats des deuxièmes tours. |
| Année                                                                                              | Élu                                                       | Élu                                                       | Élu                                                       | Battu                                                     | Battu                                                     | Battu                                                     | Participation                                             |
| -------------------------------------------------------------------------------------------------- | --------------------------------------------------------- | --------------------------------------------------------- | --------------------------------------------------------- | --------------------------------------------------------- | --------------------------------------------------------- | --------------------------------------------------------- | --------------------------------------------------------- |
| 2002                                                                                               | 82,21 %                                                   | Jacques Chirac                                            | RPR                                                       | 17,79 %                                                   | Jean-Marie Le Pen                                         | FN                                                        | 79,71 %                                                   |
| 2007                                                                                               | 45,14 %                                                   | Nicolas Sarkozy                                           | UMP                                                       | 54,86 %                                                   | Ségolène Royal                                            | PS                                                        | 91,18 %                                                   |
| 2012                                                                                               | 55,77 %                                                   | François Hollande                                         | PS                                                        | 44,23 %                                                   | Nicolas Sarkozy                                           | UMP                                                       | 91,56 %                                                   |
| 2017                                                                                               | %                                                         | Emmanuel Macron                                           | EM                                                        | %                                                         | Marine Le Pen                                             | FN                                                        | %                                                         |
| 2022                                                                                               | %                                                         | Emmanuel Macron                                           | LREM                                                      | %                                                         | Marine Le Pen                                             | RN                                                        | %                                                         |
| Élections législatives, résultats des deux meilleurs scores du dernier tour de scrutin.            |                                                           |                                                           |                                                           |                                                           |                                                           |                                                           |                                                           |
| Année                                                                                              | Élu                                                       | Élu                                                       | Élu                                                       | Battu                                                     | Battu                                                     | Battu                                                     | Participation                                             |
| Cordes-Tolosannes est répartie sur plusieurs circonscriptions, cf. les résultats des .             |                                                           |                                                           |                                                           |                                                           |                                                           |                                                           |                                                           |
| Avant 2010, Cordes-Tolosannes est répartie sur plusieurs circonscriptions, cf. les résultats des . |                                                           |                                                           |                                                           |                                                           |                                                           |                                                           |                                                           |
| 2002                                                                                               | 52,21 %                                                   | M. Jacques Briat                                          | UMP                                                       | 47,79 %                                                   | M. Jean-Paul Nunzi                                        | PS                                                        | 77,90 %                                                   |
| 2007                                                                                               | 57,93 %                                                   | Mme Sylvia Pinel                                          | Radical de gauche                                         | 42,07 %                                                   | M. Jacques Briat                                          | UMP                                                       | 74,76 %                                                   |
| Après 2010, Cordes-Tolosannes est répartie sur plusieurs circonscriptions, cf. les résultats de .  |                                                           |                                                           |                                                           |                                                           |                                                           |                                                           |                                                           |
| 2012                                                                                               | 56,95 %                                                   | M. Jean-Louis Leonard                                     | UMP                                                       | 43,05 %                                                   | Mme Suzanne Tallard                                       | SOC                                                       | 66,56 %                                                   |
| 2017                                                                                               | %                                                         |                                                           |                                                           | %                                                         |                                                           |                                                           | %                                                         |
| 2022                                                                                               | %                                                         |                                                           |                                                           | %                                                         |                                                           |                                                           | %                                                         |
| 2024                                                                                               | %                                                         |                                                           |                                                           | %                                                         |                                                           |                                                           | %                                                         |
| Élections européennes, résultats des deux meilleurs scores.                                        |                                                           |                                                           |                                                           |                                                           |                                                           |                                                           |                                                           |
| Année                                                                                              | Liste 1re                                                 | Liste 1re                                                 | Liste 1re                                                 | Liste 2e                                                  | Liste 2e                                                  | Liste 2e                                                  | Participation                                             |
| 2004                                                                                               | %                                                         |                                                           |                                                           | %                                                         |                                                           |                                                           | 58,54 %                                                   |
| 2009                                                                                               | %                                                         |                                                           |                                                           | %                                                         |                                                           |                                                           | 53,47 %                                                   |
| 2014                                                                                               | %                                                         |                                                           |                                                           | %                                                         |                                                           |                                                           | %                                                         |
| 2019                                                                                               | %                                                         |                                                           |                                                           | %                                                         |                                                           |                                                           | %                                                         |
| 2024                                                                                               | %                                                         |                                                           |                                                           | %                                                         |                                                           |                                                           | %                                                         |
| Élections régionales, résultats des deux meilleurs scores.                                         |                                                           |                                                           |                                                           |                                                           |                                                           |                                                           |                                                           |
| Année                                                                                              | Liste 1re                                                 | Liste 1re                                                 | Liste 1re                                                 | Liste 2e                                                  | Liste 2e                                                  | Liste 2e                                                  | Participation                                             |
| 2004                                                                                               | %                                                         |                                                           |                                                           | %                                                         |                                                           |                                                           | %                                                         |
| 2010                                                                                               | %                                                         |                                                           |                                                           | %                                                         |                                                           |                                                           | %                                                         |
| 2015                                                                                               | %                                                         |                                                           |                                                           | %                                                         |                                                           |                                                           | %                                                         |
| 2021                                                                                               | %                                                         |                                                           |                                                           | %                                                         |                                                           |                                                           | %                                                         |
| Élections cantonales, résultats des deux meilleurs scores du dernier tour de scrutin.              |                                                           |                                                           |                                                           |                                                           |                                                           |                                                           |                                                           |
| Année                                                                                              | Élu                                                       | Élu                                                       | Élu                                                       | Battu                                                     | Battu                                                     | Battu                                                     | Participation                                             |
| Cordes-Tolosannes est répartie sur plusieurs cantons, cf. les résultats de ceux de .               |                                                           |                                                           |                                                           |                                                           |                                                           |                                                           |                                                           |
| 2001                                                                                               | %                                                         |                                                           |                                                           | %                                                         |                                                           |                                                           | %                                                         |
| 2004                                                                                               | %                                                         |                                                           |                                                           | %                                                         |                                                           |                                                           | %                                                         |
| 2008                                                                                               | %                                                         |                                                           |                                                           | %                                                         |                                                           |                                                           | %                                                         |
| 2011                                                                                               | %                                                         |                                                           |                                                           | %                                                         |                                                           |                                                           | %                                                         |
| Élections départementales, résultats des deux meilleurs scores du dernier tour de scrutin.         |                                                           |                                                           |                                                           |                                                           |                                                           |                                                           |                                                           |
| Année                                                                                              | Élus                                                      | Élus                                                      | Élus                                                      | Battus                                                    | Battus                                                    | Battus                                                    | Participation                                             |
| Cordes-Tolosannes est répartie sur plusieurs cantons, cf. les résultats de ceux de .               |                                                           |                                                           |                                                           |                                                           |                                                           |                                                           |                                                           |
| 2015                                                                                               | %                                                         |                                                           |                                                           | %                                                         |                                                           |                                                           | %                                                         |
| 2021                                                                                               | %                                                         |                                                           |                                                           | %                                                         |                                                           |                                                           | %                                                         |
| Référendums.                                                                                       |                                                           |                                                           |                                                           |                                                           |                                                           |                                                           |                                                           |
| Année                                                                                              | Oui (national)                                            | Oui (national)                                            | Oui (national)                                            | Non (national)                                            | Non (national)                                            | Non (national)                                            | Participation                                             |
| 1992                                                                                               | % (51,04 %)                                               | % (51,04 %)                                               | % (51,04 %)                                               | % (48,96 %)                                               | % (48,96 %)                                               | % (48,96 %)                                               | %                                                         |
| 2000                                                                                               | % (73,21 %)                                               | % (73,21 %)                                               | % (73,21 %)                                               | % (26,79 %)                                               | % (26,79 %)                                               | % (26,79 %)                                               | %                                                         |
| 2005                                                                                               | % (45,33 %)                                               | % (45,33 %)                                               | % (45,33 %)                                               | % (54,67 %)                                               | % (54,67 %)                                               | % (54,67 %)                                               | %                                                         |

### Élections municipales 2014
|                | Nombre | % Inscrits | % Votants |
| -------------- | ------ | ---------- | --------- |
| Inscrits       | 256    |            |           |
| Abstentions    | 17     | 6,64       |           |
| Votants        | 239    | 93,36      |           |
| Blancs ou nuls | 2      | 0,78       | 0,84      |
| Exprimés       | 237    | 92,58      | 99,16     |

| Candidats                             | Voix | % Inscrits | % Exprimés | Élu(e) |
| ------------------------------------- | ---- | ---------- | ---------- | ------ |
| Mme Monique BELY                      | 119  | 46,48      | 50,21      | Oui    |
| M. Jean-Jacques CANDEL                | 116  | 45,31      | 48,94      | Non ** |
| M. Olivier SEVEGNES                   | 116  | 45,31      | 48,94      | Non ** |
| M. Étienne CHAMPIE                    | 116  | 45,31      | 48,94      | Non ** |
| Mme Blandine ROQUE                    | 114  | 44,53      | 48,1       | Non ** |
| M. Patrick DELLAC                     | 113  | 44,14      | 47,67      | Non ** |
| M. Yannick CITRON                     | 113  | 44,14      | 47,67      | Non ** |
| M. Jean-Francois VILLEMUR             | 113  | 44,14      | 47,67      | Non ** |
| M. Yvon ROBINSON                      | 113  | 44,14      | 47,67      | Non ** |
| M. Sebastien GAILLOT                  | 112  | 43,75      | 47,25      | Non ** |
| Mme Marie-Thérèse COUDERC             | 110  | 42,96      | 46,41      | Non ** |
| M. Antoine ROCH                       | 75   | 29,29      | 31,64      | Non ** |
| Mme Marie-Claude BEAUTES-KLEINHOLT    | 75   | 29,29      | 31,64      | Non ** |
| Mme Julia ROCHART                     | 72   | 28,12      | 30,37      | Non ** |
| M. Patrice MENUZZO                    | 70   | 27,34      | 29,53      | Non ** |
| Mme Audrey MARCIANO                   | 70   | 27,34      | 29,53      | Non ** |
| M. Christian HURREAU                  | 70   | 27,34      | 29,53      | Non ** |
| Mme Nathalie LEVEQUE                  | 70   | 27,34      | 29,53      | Non ** |
| M. Sylvain AUNE                       | 70   | 27,34      | 29,53      | Non ** |
| Mme Claire SIGNAMARCHEIX              | 70   | 27,34      | 29,53      | Non ** |
| M. Antoine DARGELOS                   | 68   | 26,56      | 28,69      | Non ** |
| M. Christophe LACAN                   | 67   | 26,17      | 28,27      | Non ** |
| M. Antoine DI NARDO                   | 55   | 21,48      | 23,2       | Non ** |
| Mme Ginette MILHAVET-SALENDRE         | 53   | 20,7       | 22,36      | Non ** |
| M. Bernard GUIBAL                     | 51   | 19,92      | 21,51      | Non ** |
| Mme Carole ANDRIGO EPOUSE CHAUVIER    | 50   | 19,53      | 21,09      | Non ** |
| Mme Françoise LEFEBVRE                | 50   | 19,53      | 21,09      | Non ** |
| M. Jean-François NOUGAYREDE           | 49   | 19,14      | 20,67      | Non ** |
| Mme Pascaline ALARCON JEAN            | 48   | 18,75      | 20,25      | Non ** |
| M. Sidney HYARD                       | 48   | 18,75      | 20,25      | Non ** |
| Mme Violette PELLEGRIN EPOUSE DEILHES | 47   | 18,35      | 19,83      | Non ** |
| Mme Josette PAYSSOT                   | 46   | 17,96      | 19,4       | Non ** |

|                | Nombre | % Inscrits | % Votants |
| -------------- | ------ | ---------- | --------- |
| Inscrits       | 256    |            |           |
| Abstentions    | 26     | 10,16      |           |
| Votants        | 230    | 89,84      |           |
| Blancs ou nuls | 5      | 1,95       | 2,17      |
| Exprimés       | 225    | 87,89      | 97,83     |

| Candidats                             | Voix | % Inscrits | % Exprimés | Élu(e) |
| ------------------------------------- | ---- | ---------- | ---------- | ------ |
| M. Olivier SEVEGNES                   | 168  | 65,62      | 74,66      | Oui    |
| M. Jean-Francois VILLEMUR             | 156  | 60,93      | 69,33      | Oui    |
| M. Yannick CITRON                     | 153  | 59,76      | 68,00      | Oui    |
| Mme Blandine ROQUE                    | 152  | 59,37      | 67,55      | Oui    |
| M. Sebastien GAILLOT                  | 151  | 58,98      | 67,11      | Oui    |
| M. Yvon ROBINSON                      | 151  | 58,98      | 67,11      | Oui    |
| M. Étienne CHAMPIE                    | 149  | 58,20      | 66,22      | Oui    |
| M. Jean-Jacques CANDEL                | 148  | 57,81      | 65,77      | Oui    |
| Mme Marie-Thérèse COUDERC             | 144  | 56,25      | 64,00      | Oui    |
| M. Patrick DELLAC                     | 132  | 51,56      | 58,66      | Oui    |
| Mme Ginette MILHAVET-SALENDRE         | 59   | 23,04      | 26,22      | Non ** |
| M. Sidney HYARD                       | 55   | 21,48      | 24,44      | Non ** |
| Mme Carole ANDRIGO EPOUSE CHAUVIER    | 54   | 21,09      | 24,00      | Non ** |
| Mme Violette PELLEGRIN EPOUSE DEILHES | 54   | 21,09      | 24,00      | Non ** |
| Mme Françoise LEFEBVRE                | 53   | 20,70      | 23,55      | Non ** |
| M. Jean-François NOUGAYREDE           | 53   | 20,70      | 23,55      | Non ** |
| Mme Josette PAYSSOT                   | 52   | 20,31      | 23,11      | Non ** |
| Mme Pascaline ALARCON JEAN            | 51   | 19,92      | 22,66      | Non ** |
| M. Antoine ROCH                       | 48   | 18,75      | 21,33      | Non ** |
| M. Bernard GUIBAL                     | 2    | 0,78       | 0,88       | Non ** |
| Mme Marie-Claude BEAUTES-KLEINHOLT    | 1    | 0,39       | 0,44       | Non ** |
| M. Antoine DI NARDO                   | 0    | 0,00       | 0,00       | Non ** |
| M. Christophe LACAN                   | 0    | 0,00       | 0,00       | Non ** |
| Mme Julia ROCHART                     | 0    | 0,00       | 0,00       | Non ** |
| M. Sylvain AUNE                       | 0    | 0,00       | 0,00       | Non ** |
| Mme Nathalie LEVEQUE                  | 0    | 0,00       | 0,00       | Non ** |
| M. Antoine DARGELOS                   | 0    | 0,00       | 0,00       | Non ** |
| M. Christian HURREAU                  | 0    | 0,00       | 0,00       | Non ** |
| Mme Audrey MARCIANO                   | 0    | 0,00       | 0,00       | Non ** |
| M. Patrice MENUZZO                    | 0    | 0,00       | 0,00       | Non ** |
| Mme Claire SIGNAMARCHEIX              | 0    | 0,00       | 0,00       | Non ** |

#### Compositions du conseil municipal
| Nom                       | Fonction               |
| ------------------------- | ---------------------- |
| M. Patrick DELLAC         | Maire                  |
| M. Étienne CHAMPIE        | 1er adjoint            |
| M. Olivier SEVEGNES       | 2e adjoint             |
| Mme Monique BELY          | 3e adjointe            |
| M. Jean-Francois VILLEMUR | Conseiller municipal   |
| M. Yannick CITRON         | Conseiller municipal   |
| Mme Blandine ROQUE        | Conseillère municipale |
| M. Sebastien GAILLOT      | Conseiller municipal   |
| M. Yvon ROBINSON          | Conseiller municipal   |
| M. Jean-Jacques CANDEL    | Conseiller municipal   |
| Mme Marie-Thérèse COUDERC | Conseillère municipale |

## Démographie
L'évolution du nombre d'habitants est connue à travers les recensements de la population effectués dans la commune depuis 1793. Pour les communes de moins de 10 000 habitants, une enquête de recensement portant sur toute la population est réalisée tous les cinq ans, les populations de référence des années intermédiaires étant quant à elles estimées par interpolation ou extrapolation. Pour la commune, le premier recensement exhaustif entrant dans le cadre du nouveau dispositif a été réalisé en 2008.

En 2022, la commune comptait 359 habitants, en évolution de +1,7 % par rapport à 2016 (Tarn-et-Garonne : +3,12 %, France hors Mayotte : +2,11 %).
| 1793 | 1800 | 1806 | 1821 | 1831 | 1836 | 1841 | 1846 | 1851 |
| ---- | ---- | ---- | ---- | ---- | ---- | ---- | ---- | ---- |
| 720  | 684  | 740  | 834  | 803  | 825  | 818  | 818  | 792  |

| 1856 | 1861 | 1866 | 1872 | 1876 | 1881 | 1886 | 1891 | 1896 |
| ---- | ---- | ---- | ---- | ---- | ---- | ---- | ---- | ---- |
| 734  | 737  | 674  | 636  | 603  | 623  | 586  | 555  | 553  |

| 1901 | 1906 | 1911 | 1921 | 1926 | 1931 | 1936 | 1946 | 1954 |
| ---- | ---- | ---- | ---- | ---- | ---- | ---- | ---- | ---- |
| 511  | 507  | 454  | 391  | 394  | 371  | 347  | 341  | 361  |

| 1962 | 1968 | 1975 | 1982 | 1990 | 1999 | 2006 | 2008 | 2013 |
| ---- | ---- | ---- | ---- | ---- | ---- | ---- | ---- | ---- |
| 351  | 351  | 316  | 292  | 249  | 256  | 257  | 257  | 336  |

| 2018 | 2022 | - | - | - | - | - | - | - |
| ---- | ---- | - | - | - | - | - | - | - |
| 352  | 359  | - | - | - | - | - | - | - |

## Économie

### Revenus
En 2018, la commune compte 145 ménages fiscaux, regroupant 363 personnes. La médiane du revenu disponible par unité de consommation est de 19 670 € (20 140 € dans le département).

### Emploi
|                | 2008  | 2013   | 2018   |
| -------------- | ----- | ------ | ------ |
| Commune        | 9,8 % | 11,4 % | 8,3 %  |
| Département    | 8,4 % | 10,2 % | 10,3 % |
| France entière | 8,3 % | 10 %   | 10 %   |

En 2018, la population âgée de 15 à 64 ans s'élève à 204 personnes, parmi lesquelles on compte 80,9 % d'actifs (72,5 % ayant un emploi et 8,3 % de chômeurs) et 19,1 % d'inactifs,. En  2018, le taux de chômage communal (au sens du recensement) des 15-64 ans est inférieur à celui de la France et du département, alors qu'en 2008 la situation était inverse.
La commune fait partie de la couronne de l'aire d'attraction de Montauban, du fait qu'au moins 15 % des actifs travaillent dans le pôle,. Elle compte 57 emplois en 2018, contre 60 en 2013 et 67 en 2008. Le nombre d'actifs ayant un emploi résidant dans la commune est de 149, soit un indicateur de concentration d'emploi de 38 % et un taux d'activité parmi les 15 ans ou plus de 61,3 %.
Sur ces 149 actifs de 15 ans ou plus ayant un emploi, 17 travaillent dans la commune, soit 11 % des habitants. Pour se rendre au travail, 94 % des habitants utilisent un véhicule personnel ou de fonction à quatre roues, 1,3 % les transports en commun, 1,4 % s'y rendent en deux-roues, à vélo ou à pied et 3,4 % n'ont pas besoin de transport (travail au domicile).

### Activités hors agriculture
14 établissements sont implantés  à Cordes-Tolosannes au 31 décembre 2019.
Le secteur des activités spécialisées, scientifiques et techniques et des activités de services administratifs et de soutien est prépondérant sur la commune puisqu'il représente 28,6 % du nombre total d'établissements de la commune (4 sur les 14 entreprises implantées  à Cordes-Tolosannes), contre 14,1 % au niveau départemental.

### Agriculture
La commune est dans les « Vallées et Terrasses », une petite région agricole occupant le centre et une bande d'est en ouest  du département de Tarn-et-Garonne. En 2020, l'orientation technico-économique de l'agriculture  sur la commune est la culture de fruits ou d'autres cultures permanentes. 
|               | 1988 | 2000 | 2010 | 2020 |
| ------------- | ---- | ---- | ---- | ---- |
| Exploitations | 46   | 21   | 16   | 13   |
| SAU (ha)      | 968  | 774  | 862  | 827  |

Le nombre d'exploitations agricoles en activité et ayant leur siège dans la commune est passé de 46 lors du recensement agricole de 1988  à 21 en 2000 puis à 16 en 2010 et enfin à 13 en 2020, soit une baisse de 72 % en 32 ans. Le même mouvement est observé à l'échelle du département qui a perdu pendant cette période 57 % de ses exploitations,. La surface agricole utilisée sur la commune a également diminué, passant de 968 ha en 1988 à 827 ha en 2020. Parallèlement la surface agricole utilisée moyenne par exploitation a augmenté, passant de 21 à 64 ha.

## Culture locale et patrimoine

### Lieux et monuments
- L'abbaye de Belleperche, qui date des XIIIe et XVIIIe siècles.
- Église Saint-Pierre-et-Saint-Paul de Cordes-Tolosannes.
- Le moulin à eau de la Théoule, datant des XVe et XVIe siècles, avec son pont dit « pont de ânes ». Il a été construit par les moines citerciens de l'abbaye de Belleperche.
- La fontaine des Moines.

## Pour approfondir